# Melolontha chinensis
Melolontha chinensis är en skalbaggsart som beskrevs av Guérin-Méneville 1838. Melolontha chinensis ingår i släktet Melolontha och familjen Melolonthidae. Inga underarter finns listade i Catalogue of Life.